# Morton Car Company
Morton Car Company war ein US-amerikanischer Hersteller von Automobilen.

## Unternehmensgeschichte
Das Unternehmen wurde am 7. November 1983 in San Leandro in Kalifornien gegründet. Die Produktion von Automobilen und Kit Cars begann. Der Markenname lautete Morton. 1984 oder 1985 endete die Produktion.

## Fahrzeuge
Das einzige Modell war der 3, auch Fox Star genannt. Dies war ein Dreirad mit vorderem Einzelrad. Als Basis diente ein Rohrrahmen aus Stahl. Die Karosserie des Coupés bestand aus Fiberglas. Auffallend waren die Flügeltüren, die auch entfernt werden konnten. Verschiedene Motoren von Porsche und Volkswagen im Heck trieben die Fahrzeuge an.